# Albanische Nationalarmee

Logo der AKSh

AKSh (Armata Kombëtare Shqiptare; deutsch: Albanische Nationalarmee, abgekürzt ANA) ist die albanische Bezeichnung einer hauptsächlich im Kosovo aktiven bewaffneten Gruppe. Mitglieder dieser Organisation setzten hauptsächlich die von der UÇK begonnene Arbeit fort.

## Geschichte
Nach Angaben der AKSh sei sie im Dezember 1999 nach der Auflösung der UÇK gegründet worden. Organisation mit (para-)militärischer Struktur, welche sich seit 1999 zu militärischen Guerilla-Operationen in Kosovo, Süd-Serbien und Mazedonien bekannte. Zu den ranghohen Anführern dieser Organisation werden unter anderem die Namen Naser Azemi, Gazmend Zeqiri und Feriz Deliu genannt.
Die Gruppierung unterhält Verbindungen zu ehemaligen Mitgliedern des Kosovo Protection Corps (KPC) und versucht die Verbindung zu mehreren albanischen Organisationen aufzubauen.
Die serbische Regierung vermutet, dass die AKSh eine Invasion nach Südserbien vorbereite und in verschiedenen Städten unrechtmäßige Personenkontrollen durchführt. Weiterhin sollen 2003 maskierte und bewaffnete Männer einen Kontrollstützpunkt im Raum Pej/Peć errichtet haben. KFOR-Stellen weisen die Behauptungen und Gerüchte der serbischen Seite immer wieder kategorisch zurück. Trotzdem wurden Ende 2002 zwei Kosovo-Albaner, die der Gruppe zugerechnet werden, von der UNMIK angeklagt und verurteilt. Vorgeworfen wurde ihnen unter anderem Terrorismus, Aufstachelung zum Rassenhass, Beteiligung an einer terroristischen Organisation, Rekrutierung von Freiwilligen sowie illegaler Besitz von Waffen und Munition.
Die relativ junge Gruppe albanischer Separatisten hat als erklärtes Hauptziel, alle von Albanern bewohnte Gebiete auf dem Balkan zu vereinen (Ulcinj (Montenegro), Kosovo, Südserbien, Ilirida (Westmazedonien)), welche durch nach ihrer Meinung falsche Grenzziehung von 1912 bei der Bildung des Staates Albanien außerhalb dessen Grenzen gelassen wurden. Die Kommandostruktur der AKSh scheint die gleiche Strategie zu verfolgen, die schon die im September 2001 aufgelöste mazedonische UÇK anwandte. Diese konzentrierte sich mit ihren Aktionen auf die von der internationalen Schutztruppe KFOR nur unzureichend bewachten Grenzgebiete zwischen dem Kosovo und Mazedonien und rekrutierte die notwendigen Kämpfer in der jugoslawischen Provinz.
Sämtliche Vereinbarungen des Rahmenabkommens von Ohrid vom Sommer 2001, die eine Erweiterung der politischen Rechte der albanischsprachigen Minderheit in Mazedonien vorsehen, erklärte die AKSh für irrelevant und machte deutlich, dass dieses Abkommen kein Hindernis auf dem Weg zu einem neuen albanischen Staat sei.
Die Organisation scheint sich durch Geheimhaltung oder Verwendung von Pseudonymen nach außen hin vollkommen abzuschirmen. Für mehrere Anschläge hat die AKSh in der Vergangenheit die Verantwortung übernommen, so beispielsweise für den Anschlag auf eine Eisenbahnbrücke nördlich von Mitrovica im April 2003. Am 30. Juli 2003 wurde der politische Führer der FBKSh (Frontit për Bashkim Kombëtar Shqiptar/Front für Albanische Nationale Vereinigung) Gafurr Adili, welcher als politischer Führer der AKSh gilt, in Albanien verhaftet. Im November 2003 wurde er wegen nicht erwiesener Schuld wieder freigelassen. Der damalige Sekretär der FBKSh wurde später in Deutschland verhaftet und nach Albanien ausgeliefert und dort verhaftet. Auch bei ihm konnte keine Schuld nachgewiesen werden.
Am 4. Oktober 2007 strahlte der öffentliche kosovarische Fernsehsender RTK ein Video aus, das etwa ein Dutzend bewaffneter AKSh-Kämpfer zeigen soll. Ende des Jahres 2007 waren Patrouillen der AKSh im Nordkosovo im von Serben besiedelten Gebiet unterwegs. Seit der Unabhängigkeitserklärung des Kosovo ist die Gruppierung kaum mehr in Erscheinung getreten.